# Heloniopsis
Die Pflanzengattung Heloniopsis gehört zur Familie der Germergewächse (Melanthiaceae). Die etwa sechs Arten sind in Asien verbreitet.

## Beschreibung

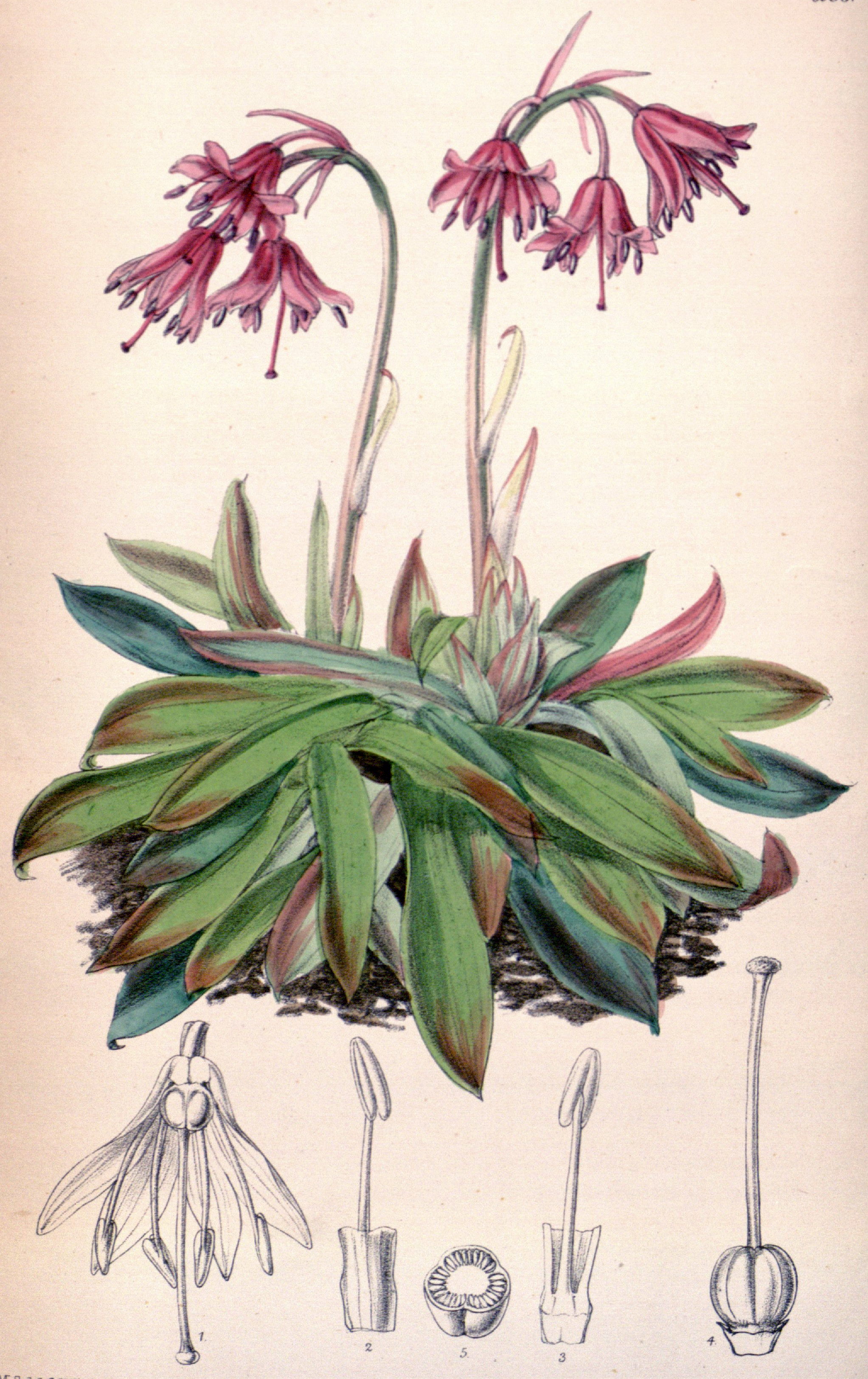
Illustration von Heloniopsis orientalis var. breviscapa aus Curtis's Botanical Magazine, Volume 106, 1880

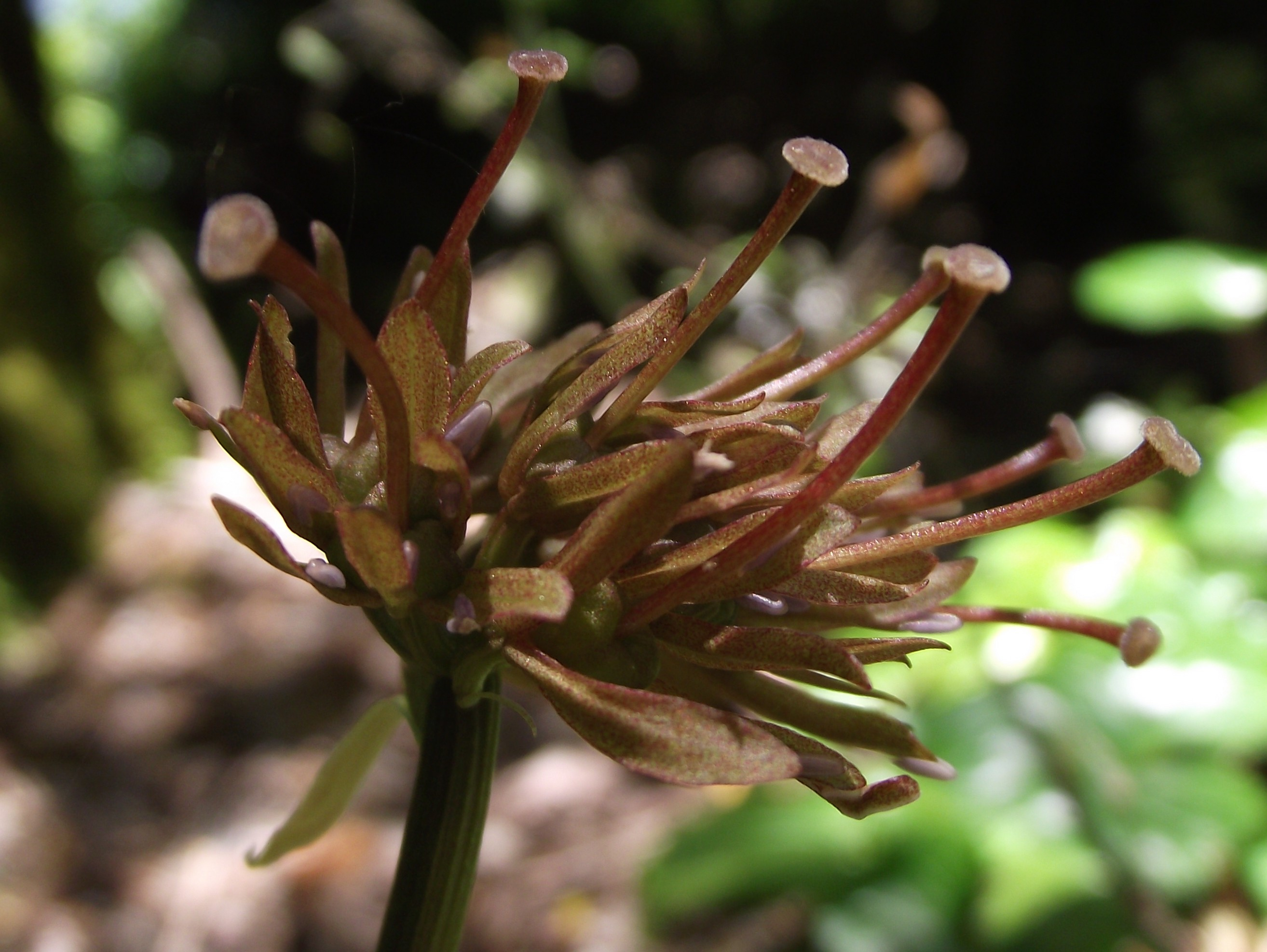
Blütenstand von Heloniopsis umbellata mit auffällig langen Griffeln, die in einer kopfigen Narbe enden

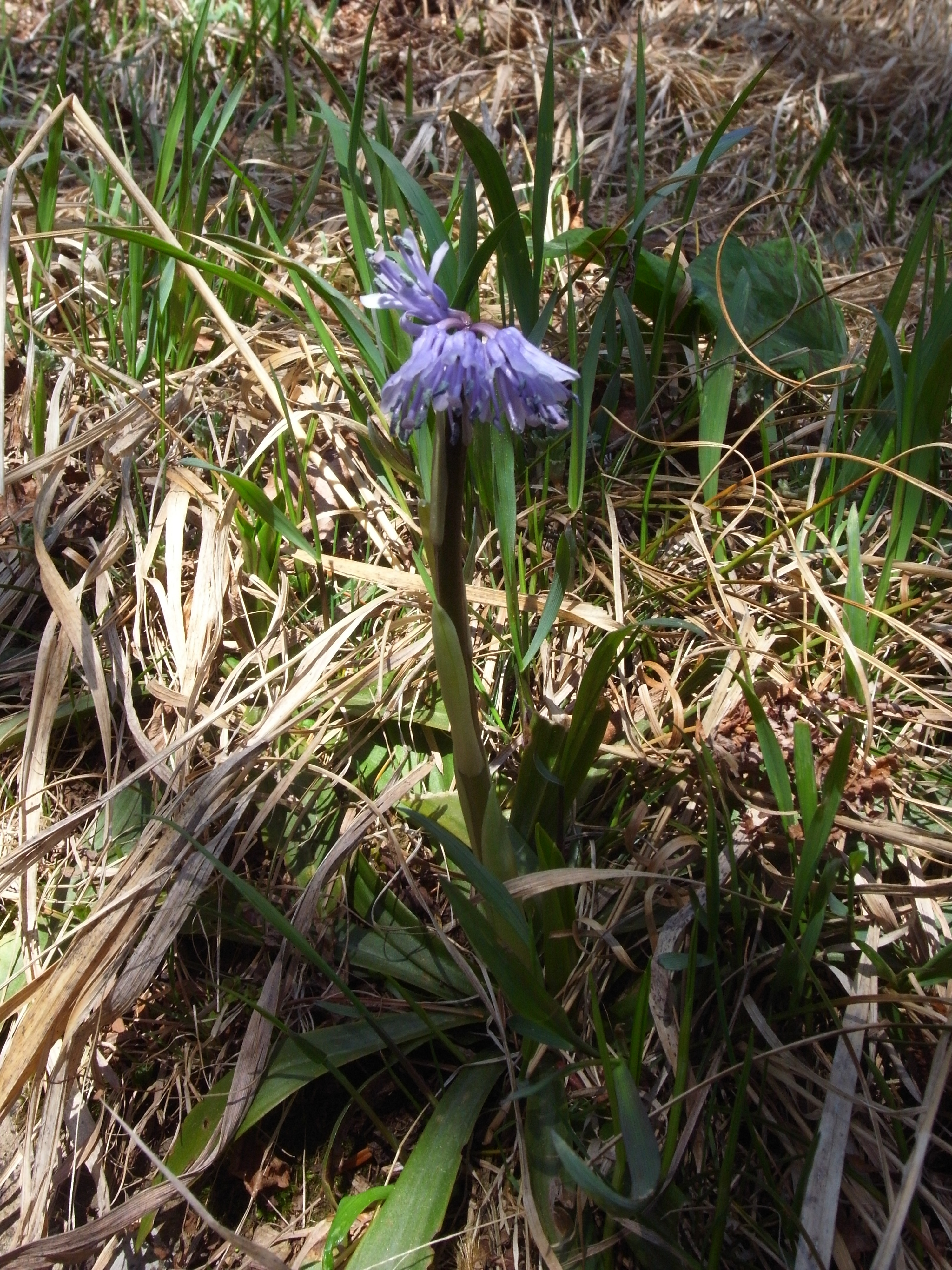
Habitus, Laubblätter und Blütenstand von Heloniopsis koreana

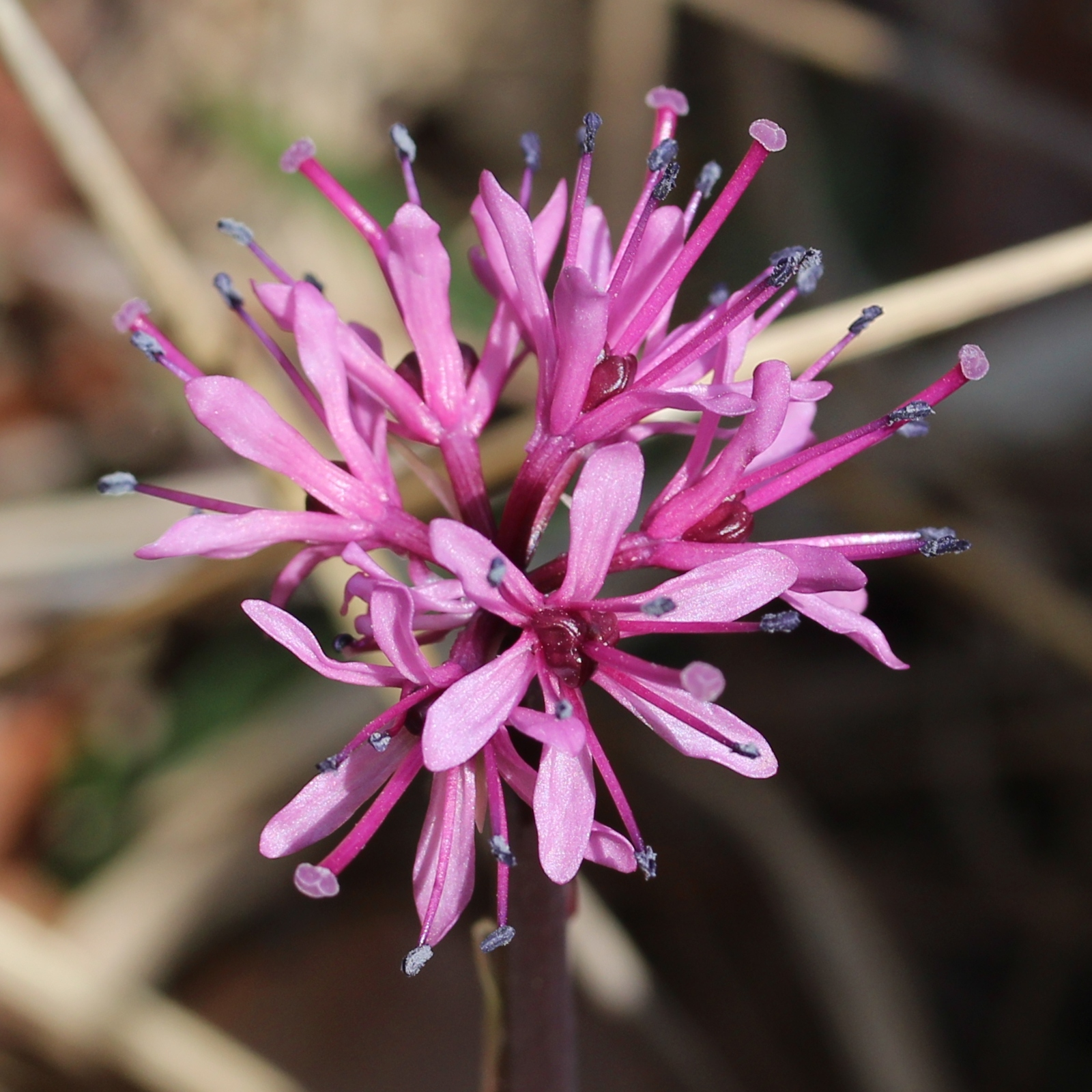
Blütenstand von oben mit Blüten im Detail von Heloniopsis orientalis

### Erscheinungsbild und Blätter
Heloniopsis-Arten wachsen als immergrüne oder sommergrüne ausdauernde krautige Pflanzen. Diese Hemikryptophyten oder Geophyten bilden als Überdauerungsorgane unterirdische, kurze, verdickte Rhizome. Alle Pflanzenteile sind kahl.
Die Laubblätter sind in einer grundständigen Rosette angeordnet. Die einfachen Blattspreiten sind meist länglich bis verkehrt-lanzettlich oder verkehrt-eiförmig und können im unteren Bereich stielartig verschmälert sein, bei Heloniopsis koreana sind sie meist spatelförmig. Die Blattränder sind glatt oder winzig gewellt. Es liegt Parallelnervatur vor.

### Blütenstände und Blüten
Die mehr oder weniger langen, aufrechten, unverzweigten, hohlen Blütenstandsschäfte besitzen zwei bis acht schuppenförmige Blätter. Die einfachen, doldigen oder doldenähnlichen traubigen Blütenstände enthalten nur ein bis zehn meist hängende Blüten. Es sind meist keine Tragblätter vorhanden.
Die zwittrigen Blüten radiärsymmetrisch und dreizählig. Die sechs gleichgestaltigen, haltbaren Blütenhüllblätter sind frei oder bei Heloniopsis tubiflora nur an ihrer Basis verwachsen und stehen trichterförmig zusammen. Die meist ausgebreiteten, bei Heloniopsis tubiflora selten aufrechten Blütenhüllblätter sind spatelförmig oder linealisch-verkehrt-lanzettlich bis länglich. Die Farben der Blütenhüllblätter reichen je nach Art von weiß mit rosafarben über rosafarben bis bläulich-purpurfarben, purpurfarben mit weiß bis bräunlich-purpurfarben. An der Basis der Blütenhüllblätter befinden sich in oft tiefen Taschen Nektarien. Es sind zwei Kreise mit je drei Staubblättern vorhanden; sie überragen meist die Blütenhüllblätter. Die untereinander freien Staubfäden sind oft mit der Basis der Blütenhüllblätter, aber nie mit dem Fruchtknoten verwachsen. Die dorsifixen Staubbeutel sind lanzettlich. Drei Fruchtblätter sind zu einem oberständigen, dreikammerigen Fruchtknoten verwachsen. Jedes Fruchtknotenfach enthält 60 bis 180 Samenanlagen. Der sehr lange, dünne Griffel endet in einer kopfigen Narbe.

### Früchte und Samen
Die aufsteigenden Kapselfrüchte sind lokulizid und dreilappig. Die relativ kleinen, linealischen Samen sind an beiden Enden geschwänzt.

### Chromosomenzahlen
Die Chromosomenzahlen bei den untersuchten Arten betragen 2n = 34.

## Systematik und Verbreitung
Die Gattung Heloniopsis wurde 1858 durch Asa Gray in Memoirs of the American Academy of Arts and Science, new series 6, S. 416 aufgestellt. Typusart ist Heloniopsis pauciflora A.Gray. Heloniopsis A.Gray nom. cons. wurde nach den Regeln der ICBN (Vienna ICBN Art. 14.4 & App. III) konserviert gegenüber Hexonix Raf. nom. rej. und Kozola Raf. nom. rej. die bereits 1836 in Constantine S. Rafinesque-Schmaltz: Flora Telluriana 2, S. 13 und 25 veröffentlicht wurden. Ein weiteres Synonym ist Sugerokia Miq. Der Gattungsname Heloniopsis bedeutet der Gattung Helonias ähnlich (= -opsis).
Die Gattung Heloniopsis in der Tribus Heloniadeae innerhalb der Familie Melanthiaceae. Die Tribus Heloniadeae hatte früher auch den Rang einer Familie Heloniadaceae oder wurde in die Familie der Liliaceae eingeordnet. Die Tribus Heloniadeae enthält drei Gattungen, die alle Elemente der Arkto-Tertiären Geoflora sind. Helonias kommt im östlichen Nordamerika und Ypsilandra (Vietnam über westliches China bis Himalaya) sowie Heloniopsis (Sachalin, Korea, Taiwan und Japan) kommen im östlichen Asien vor (N. Tanaka 1997).
Die Gattung Heloniopsis kommt in Sachalin (eine Art), Taiwan (eine Art), Korea (drei Arten) und Japan (drei Arten) vor.
Es gibt etwa sechs Heloniopsis-Arten:
- Heloniopsis kawanoi (Koidz.) Honda (Syn.: Sugerokia kawanoi Koidz., Hexonix kawanoi (Koidz.) F.T.Wang & Tang, Helonias kawanoi (Koidz.) N.Tanaka): Dieser Endemit kommt nur auf den japanischen Nansei-Inseln vor.[1]
- Heloniopsis koreana Fuse, N.S.Lee & M.N.Tamura: Sie wurde 2004 aus Korea erstbeschrieben.[3]
- Heloniopsis leucantha (Koidz.) Honda (Syn.: Sugerokia leucantha Koidz., Hexonix leucantha (Koidz.) F.T.Wang & Tang, Helonias leucantha (Koidz.) N.Tanaka): Dieser Endemit kommt nur auf den japanischen Nansei-Inseln vor.[1]
- Heloniopsis orientalis (Thunb.) Tanaka: Es gibt drei Varietäten:
  - Heloniopsis orientalis var. breviscapa (Maxim.) Ohwi (Syn.: Heloniopsis breviscapa Maxim., Heloniopsis japonica var. breviscapa (Maxim.) Honda, Hexonix breviscapa (Maxim.) F.T.Wang & Tang, Heloniopsis breviscapa subsp. breviscapa (Maxim.) Kitam. & Murata, Helonias breviscapa (Maxim.) N.Tanaka, Scilla japonica Thunb., Hexonix japonica (Thunb.) Raf., Kozola japonica (Thunb.) Raf., Urginea japonica (Thunb.) auct., Heloniopsis japonica (Thunb.) Maxim., Heloniopsis pauciflora Maxim. nom. illeg., Sugerokia japonica (Thunb.) Miq., Heloniopsis japonica var. yakusimensis Masam., Heloniopsis yakusimensis (Masam.) Honda, Sugerokia yakusimensis (Masam.) Koidz., Heloniopsis breviscapa var. yakusimensis (Masam.) H.Hara, Heloniopsis orientalis var. yakusimensis (Masam.) Ohwi): Sie kommt im südlichen und zentralen Japan vor.[1]
  - Heloniopsis orientalis var. flavida (Nakai) Ohwi (Syn.: Heloniopsis japonica var. flavida Nakai, Heloniopsis breviscapa var. flavida (Nakai) H.Hara, Sugerokia nipponica Ohwi, Heloniopsis nipponica (Ohwi) Nemoto, Heloniopsis japonica var. albiflora Honda, Heloniopsis japonica var. tessellata Honda, Heloniopsis breviscapa var. albiflora (Honda) H.Hara): Dieser Endemit kommt im südlichen Teil der japanischen Insel Honshū und auf Shikoku vor.[1]
  - Heloniopsis orientalis (Thunb.) Tanaka var. orientalis (Syn.: Heloniopsis pauciflora A.Gray, Sugerokia japonica var. racemosa Miq., Heloniopsis grandiflora Franch. & Sav., Heloniopsis pauciflora var. rubra Koidz., Heloniopsis japonica var. grandiflora (Franch. & Sav.) Nakai, Heloniopsis japonica var. purpurea Nakai, Heloniopsis japonica var. sanguinea Nakai, Heloniopsis japonica f. lateritia Nakai ex Honda, Heloniopsis orientalis var. purpurea (Nakai) Nakai, Heloniopsis orientalis f. lutea Mochizuki): Sie kommt von Korea über Sachalin bis Japan vor.[1]
- Heloniopsis tubiflora Fuse, N.S.Lee & M.N.Tamura: Sie wurde 2004 aus Korea erstbeschrieben.[3]
- Heloniopsis umbellata Baker (Syn.: Helonias umbellata (Baker) N.Tanaka, Heloniopsis acutifolia Hayata, Heloniopsis arisanensis Hayata ex Honda, Heloniopsis taiwaniana S. S.Ying, Sugerokia acutifolia (Hayata) Koidzumi, Sugerokia arisanensis (Hayata ex Honda) Koidzumi, Sugerokia umbellata (Baker) Koidzumi): Sie gedeiht auf feuchten Felsen in Höhenlagen zwischen 700 und 2500 Metern nur in Taiwan.[1]

## Nutzung
Heloniopsis orientalis wird als Zierpflanze verwendet.